# Francesco Biribanti
Francesco Biribanti (ur. 17 stycznia 1976 w Terni) – włoski siatkarz, były reprezentant kraju. Obecnie występuje we włoskiej Serie A, w drużynie Trenkwalder Modena. Gra na pozycji atakującego. Mierzy 198 cm.

## Kariera
- 1995–1997  Sisley Treviso
- 1997–1998  Carilo Esse-ti Loreto
- 1998–1999  Della Rovere Carifano Fano
- 1999–2000  Vallaverde Ravenna
- 2000–2001  Domino Palermo Volley
- 2001–2006  Top Volley Latina
- 2006–2007  Marmi Lanza Werona
- 2007–2008  Famigliulo Corigliano
- 2008–2009  Bre Banca Lannutti Cuneo
- 2009-  Trenkwalder Modena

## Sukcesy
- Mistrzostwo Europy: 2003
- Mistrzostwo Włoch: 1996